# Nella notte cade il velo
Nella notte cade il velo (Toi... le venin) è un film franco-italiano del 1959 diretto e interpretato da Robert Hossein.

## Trama
A notte fonda, in un villaggio della Costa Azzurra, il giovane speaker radiofonico Pierre Menda passeggia senza una meta precisa quando si vede affiancato da una lussuosa cabriolet bianca. L'auto si ferma, si apre la portiera e una donna, di cui Pierre individua solo i lunghi capelli biondi, lo invita a salire. Una volta a bordo, la donna apre la pelliccia e, senza una parola, gli offre il suo corpo completamente nudo. Più tardi, quando viene invitato a scendere, l'uomo vorrebbe vedere in viso la ragazza ma lei mette improvvisamente in moto e tenta perfino di investirlo. 
Pierre fa in tempo ad annotare il numero della targa e il giorno dopo riesce a risalire al proprietario della vettura. Si reca così all'indirizzo della famiglia Lecain, un villino abitato da due sorelle, tanto simili nei lineamenti e nella pettinatura da sembrare due gemelle. Eva, la sorella maggiore, è paralizzata e si sposta su una sedia a rotelle; l'altra, Helène, le fa da badante. Pierre, imbarazzato, non riesce a immaginare con quale delle due ha vissuto la sua avventura notturna, ma ispezionando il garage si assicura intanto che l'incontro è avvenuto proprio in quell'auto.
Con l'intento di scoprire la verità, entra in amicizia con le due sorelle che lo invitano ad accettare l'incarico di direttore di una casa di edizioni musicali, di cui sono proprietarie, ma non riesce a capire con quale delle due abbia avuto a che fare: i suoi sospetti si concentrano prima su Helène, poi su Eva, fino a che ha la certezza di essere stato con Helène; alla fine tuttavia scopre che Eva non ha avuto nessuna paralisi, ma ha finto di essere ammalata per vendicarsi della sorella che era la preferita del padre.